# Александровы (дворянский род)
Алекса́ндровы — российские дворянские роды.
При подаче документов (1686), для внесения рода в Бархатную книгу, была предоставлена родословная роспись Александровых.
В Гербовник внесены несколько фамилий Александровых:
1. Потомство Алексея Юрьевича, владевшего поместьями в 1627 году (Герб. Часть VII. № 68).
2. Александровы, предки которых вёрстаны поместным окладом в 1634 году (Герб. Часть X. № 50).
3. Потомство Бориса Александрова, владевшего поместьями в 1678 году (Герб. Часть VIII. № 112).
4. Потомство Павла Константиновича, генерал-лейтенанта, возведенного в дворянство в 1812 году (Герб. Часть IX. № 140)[2].

## История рода
Дьяк Василий Александров ездил в Данию (1514 и 1515). Лихан Бусорин Александров записан в Тысячной книге (1550). Безстужа Фёдорович и сын его Лев убиты в Казанском походе (1552), их имена записаны в синодик московского Успенского собора на вечное поминовение. Опричниками Ивана Грозного числились: Иван, Проня, Салтык и Семейка Александровы (1573).
В XVI столетии Александровы владели поместьями в Рязанском, Медынском, Зарайском и Каширском уездах и в Новгородской области. Гаврила Денисович жил во 2-й половине XVI века и потомство его владело поместьями в Стародубском, Венёвском и Московском уездах. Алексей Юрьевич Владел поместьем в Каширском уезде (1627), брат его Семён переселился в Усерд и вёрстан там поместьем (1623), потомство его внесено в родословную книгу Воронежской губернии (Герб. Часть 7).
Восемь представителей рода владели населёнными имениями (1699).

## Описание гербов

#### Герб. Часть VII. № 68.
Герб потомства Алексея Юрьева Александрова: в щите, имеющем красное поле, изображены две орлиные головы в коронах и между ними на чёрной полосе перпендикулярно означены три золотые шестиугольные звезды. Щит увенчан дворянским шлемом и короной со страусовыми перьями. Намёт на щите красный, подложенный золотом.

#### Герб. Часть VIII. № 112.
Герб потомства Бориса Александрова: щит имеет вершину малую чёрного цвета с изображением трёх серебряных шестиугольных звёзд, а нижнюю половину — пространную, голубого цвета, в которой посередине перпендикулярно означена золотая полоса с голубым перекладом, и две шпаги, соединённые на полосе остроконечиями вверх. Щит увенчан дворянским шлемом и короной. Намёт на щите голубой, подложенный золотом.

#### Герб. Часть IX. № 140.
Герб лейб-гвардии конного полка юнкера Александрова: в верхней половине щита, на золотом фоне, изображён до половины чёрный двуглавый орёл с распростёртыми крыльями и увенчанный тремя коронами. В нижней половине щита, разрезанной диагональю к левому верхнему углу и разделяющую щит на голубое и красное поле, размещён остроконечием вверх серебряный палаш и две золотые шестиугольные звёзды по сторонам. Щит увенчан дворянским шлемом и короной со страусовыми перьями. Намёт на щите красный и голубой, подложенный золотом.
Павел Константинович Александров, генерал-адъютант, был женат на кн. Анне Александровне Щербатовой. Имел одну дочь Александру.

#### Герб. Часть X. № 50.
Описание герба: Посередине щита горизонтальная серебряная полоса, разделённая на двое, в которых находится два креста. В верхней части красного поля щита расположена рука в латах, держащая меч. В нижней части щита, в поле чёрного цвета, скрещенные золотые ветви масличного дерева и дуба над которыми размещена подкова с шипами вверх. Щит увенчан дворянским шлемом в короне, на поверхности которой рука с мечом. Намёт голубой и красный, подложенный серебром. Щитодержатели: лев (с правой стороны) и лошадь (слева).
Фамилии Александровых, многие из которых были городскими дворянами и детьми бояр, вёрстаны (1634) и других годах поместными и денежными окладами. Из родословной книги и справки разрядного архива (Тульское дворянское собрание).

#### Герб. Часть XV. № 118.
В голубом щите вертикально золотой якорь. Вверху по углам по зубчатому серебряному колесу. Щит увенчан дворянским коронованным шлемом. Нашлемник — тритон натурального цвета. На его поясе и голове зеленые морские листья и трава; в правой поднятой руке он держит золотой циркуль. Намёт голубой, подложен золотом. Девиз «ЖИЗНЬ В ТРУДЕ» золотом по голубому.
Иван Тимофеевич Александров, коллежский советник, старший инженер-механик флота, жалован (22.11.1895) дипломом на потомственное дворянское достоинство.
- Александров Семен Юрьевич (1627) Воронежской губернии, имеющий Высочайше утверждённый герб и внесенный в VII часть Общего гербовника;
- Александров Борис Никитич (1678) Казанской губернии, потомство подьячего казанского дворца, имеющее Высочайше утверждённый герб и внесенный в VIII часть Общего гербовника;
- Александров Яков Гурьевич (1682) Калужской губернии[5];
- Александров Христофор Игнатьевич (1589) Ковенской губернии;
- Александров Гаврил Денисьевич, жившего во второй половине XVI столетия в Московской губернии;
- Александров Иван Иванович (1661) Орловской губернии, внук предыдущего (Московского) Гаврилы Денисьевича;
- Александров Семен Гаврилович (1634) из городских дворян и детей боярских Тульской губернии, имеющее Высочайше утверждённый герб и внесённый в X часть Общего гербовника.
- На рубеже XV—XVI вв жил князь Щеня Данило Васильевич Александров, боярин, от него и пошли Щенятевы. (пр. щеня — прозвище)

Кроме перечисленных фамилий ещё много Александровых-дворян, но о происхождении их сказать трудно, по недостаточности данных.

## Известные представители
- Александров Василий Елисеевич — земский староста, воевода в Соликамске (1609).
- Александров Алексей Юрьевич — каширский городовой дворянин (1627-1629).
- Александров Иван — воевода в Алатах (1629-1630).
- Александров Григорий Сергеевич — псковский городовой дворянин (1699-1769).
- Александров Василий Никитич — письменный голова, воевода в Тобольске (1632-1635).
- Александров Фёдор Васильевич — московский дворянин (1658-1677).
- Александров Андрей Васильевич — дворянин московский (1658-1677), воевода в Терках (1660-1663).
- Александров Иван Фёдорович — стольник (1680-1692).
- Александров Андрей Иванович — московский дворянин (1692)[6][7].